# Doug Burgum
Douglas James Burgum (Arthur, 1956. augusztus 1. –) amerikai üzletember és politikus, 2025 óta az Egyesült Államok 55. belügyminisztere. 2016 és 2024 között Észak-Dakota 33. kormányzója. Hivatali ideje alatt az Egyesült Államok egyik leggazdagabb kormányzója volt, 1,1 milliárd dolláros vagyonával. A Republikánus Párt tagja, jelöl volt a 2024-es előválasztáson, mielőtt 2023 decemberében visszalépett. A választás után Donald Trump bejelentette, hogy a kormányzót fogja jelölni az ország belügyminiszterének.
Burgum az alig 300 fős lakosságú Arthur városában nőtt fel, Észak-Dakota keleti határánál. 1980-ban fejezte be egyetemi tanulmányait, majd három évvel később elzálogosította családja farmját, hogy befektethessen a Great Plains Software cégbe. Egy évvel később a szervezet elnöke lett, ami egy sikeres szoftvercég lett. 2001-ben 1,1 milliárd dollárért eladta a Microsoftnak, ahol aztán dolgozni kezdett, a Microsoft Business Solutions vezetőjeként. Az Atlassian és a SuccessFactors cégek igazgatótanácsait is vezette. A Kilbourne Group ingatlanfejlesztő cég és a Arthur Ventures alapítója.
Egész életében szülőállamában élt, 2016-ban úgy döntött, hogy elindul a 2016-os kormányzóválasztáson, bármilyen tapasztalat nélkül. Legyőzte az esélyes Wayne Stenehjem főügyészt, akit a párt is támogatott, majd diadalmaskodott a demokrata Marvin Nelson fölött. 2020-ban újraválasztották.